# Mã Thành (Đông Hán)
Mã Thành (giản thể: 马成; phồn thể: 馬成; bính âm: Mǎ Chéng, ? – 56), tự Quân Thiên, người Cức Dương, Nam Dương, tướng lĩnh, khai quốc công thần nhà Đông Hán, một trong Vân Đài nhị thập bát tướng.

## Cuộc đời và sự nghiệp

### Trong chiến loạn
Thời trẻ làm Huyện lại. Lưu Tú nắm quyền Dĩnh Xuyên, ông nhiệm chức An Tập duyện, rồi được điều nhiệm chức Giáp huyện lệnh. Canh Thủy đế Lưu Huyền mệnh cho Lưu Tú chinh thảo Hà Bắc, ông bỏ chức đi bộ đuổi theo, được nhiệm chức Kỳ môn (nắm quân Cảnh bị).
Năm Kiến Vũ đầu tiên (25), Lưu Tú lên ngôi, được nhiệm mệnh làm Hộ quân đô úy.
Năm thứ 4 (28), được nhiệm mệnh làm Dương vũ tướng quân, soái Tru lỗ tướng quân Lưu Long, Chấn uy tướng quân Tống Đăng, Xạ thanh hiệu úy Vương Thưởng gọi lính 4 quận Hội Kê, Đan Dương, Cửu Giang, Lục An chinh thảo Lý Hiến ở Hoài Nam. Ông cho dựng lũy cao, đào hào sâu, vây chặt Lý Hiến tại Thư Thành mà không đánh. Năm thứ 6 (30), trong thành hết lương, quân Hán tấn công, chém chết Lý Hiến ra hàng. Sau đó, ông tiếp tục truy kích tàn dư nghĩa quân, bình định lưu vực Trường Giang, Hoài Thủy.
Năm thứ 7 (31), được phong Bình Thư hầu.
Năm thứ 8 (32), theo Lưu Tú bình định Ngôi Hiêu. Sau khi đánh bại Ngôi Hiêu, phụng mệnh nhiệm chức Thiên Thủy thái thú, tướng quân như cũ. Mùa đông năm ấy, về Kinh đô.
Năm thứ 11 (35), thay Lai Hấp làm Trung lang tướng, soái bọn Vũ uy tướng quân Lưu Thượng đánh phá Hà Trì, bình định Vũ Đô. Tháng 12 năm sau (36), Đại tư không Lý Thông từ chức, ông thay làm Đại tư không. Mấy tháng sau, lại làm Dương vũ tướng quân.

### Sau chiến loạn
Năm thứ 14 (38), đóng quân làm ruộng ở Thường Sơn, Trung Sơn phòng bị các dân tộc phương bắc là Hung Nô, Ô Hoàn, Tiên Ti… Năm thứ 15 (39), thay quyền chỉ huy quân đội của Kiến nghĩa đại tướng quân Chu Hỗ (về triều). Năm sau (40), thay Phiêu kỵ đại tướng quân Đỗ Mậu (bị đàn hặc miễn quan) chỉnh trị việc phòng bị phương bắc. Từ Tây Hà đến Vị Kiều, Hà Thượng đến An Ấp, Thái Nguyên đến Tỉnh Hình, Trung Sơn đến Nghiệp Quận, ông đều cho xây công sự kiên cố, dựng đài phong hỏa, cứ 10 dặm (khoảng 4 km) đặt 1 tòa. Sau 5, 6 năm, Quang Vũ đế biết Mã Thành vất vả siêng năng, nên gọi về triều. Nhân dân biên giới phía bắc dâng thư xin giữ, đế cho ông quay lại.
Năm thứ 24 (48), Hung Nô phân liệt nam – bắc, biên cương không còn đáng lo nữa, Mã Thành được điều nhiệm chức Trung Sơn thái thủ, dâng trả ấn thụ tướng quân, đóng quân làm ruộng như trước. Cùng năm, ông tham gia chinh thảo người Man ở Vũ Khê, không có công, dâng trả ấn thụ thái thú.
Năm thứ 27 (51), được phong Toàn Tiêu hầu, trở về đất phong.
Năm thứ 32 (56), mất. Con là Vệ kế tự.